# Justin Labuze
Justin Labuze, né à Nouic le 26 janvier 1847, mort à Lyon le 15 février 1914, est un médecin et homme politique français.
Il est Sous-secrétaire d'État aux Finances du 7 août 1882 au 20 février 1883 et du 27 février 1883 au 5 avril 1885 dans les gouvernements Charles Duclerc, Armand Fallières et Jules Ferry (2).
Il est élu député de la Haute-Vienne en 1878.

## Sources
- « Justin Labuze », dans Adolphe Robert et Gaston Cougny, Dictionnaire des parlementaires français, Edgar Bourloton, 1889-1891 [détail de l’édition]